# Bernardo Buontalenti

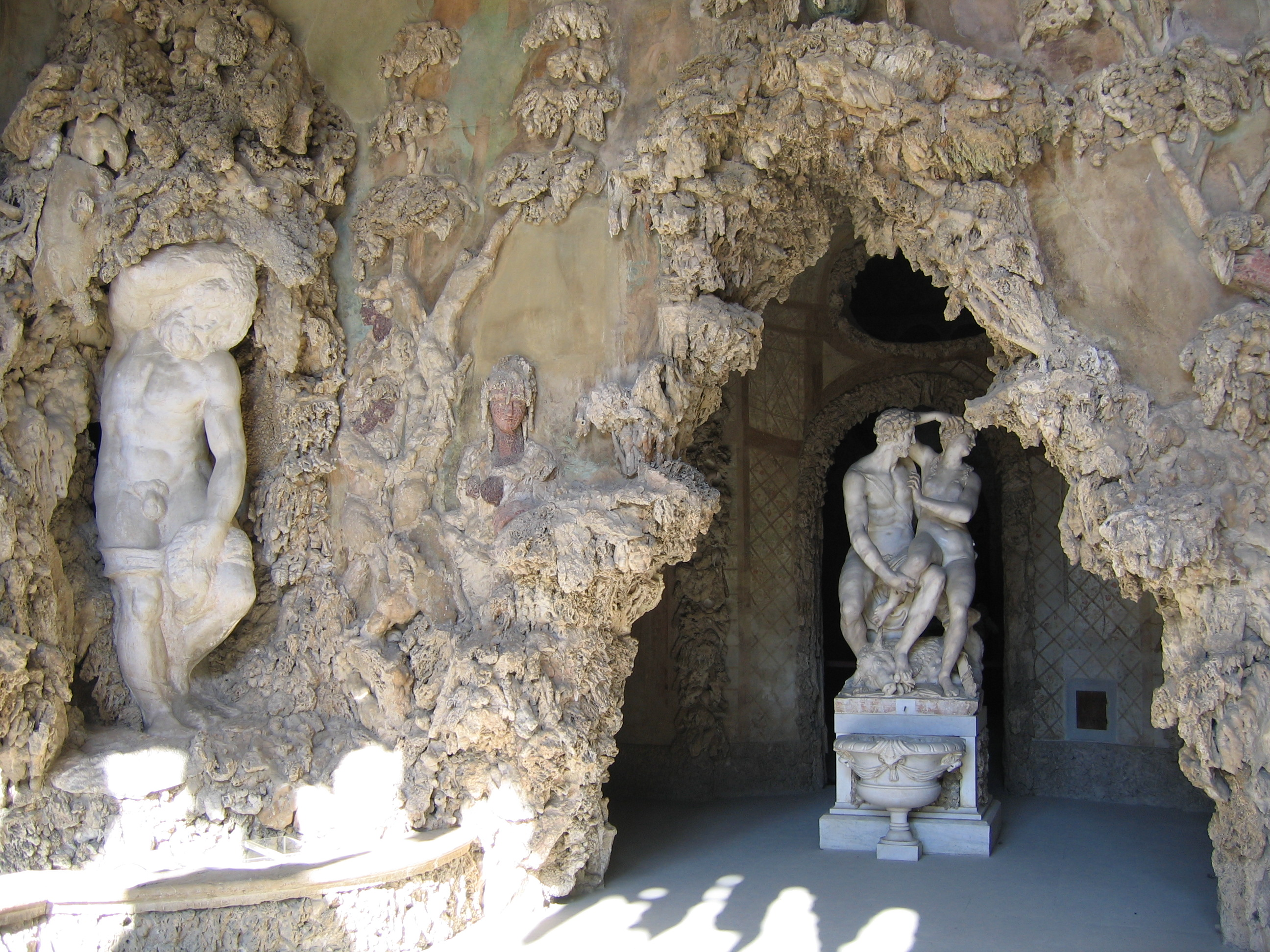
A Buontalenti-barlang belseje a firenzei Boboli-kertben

Bernardo Buontalenti, becenevén Timante vagy Bernardo delle Girandole (Firenze, 1531. december 15. – Firenze, 1608. június 6.) itáliai reneszánsz festő, építész és színházi gépész. Munkássága a manierizmushoz sorolható.

## Élete
Buontalenti 1547-ben egy árvízben elvesztette családját, így I. Cosimo de’ Medici herceg gondoskodott róla. Festőművészetet, szobrászatot és építészetet Francesco Salviatitól, Agnolo Bronzinótól, Giorgio Vasaritól és Giulio Cloviótól tanult, magát utóbbinak akkor elsősorban szentelve. 1563-ban elkísérte Cosimo fiát, Francesco de’ Medicit Spanyolországba. Amikor visszatért, rendkívüli tevékenységet fejtett ki. Francescónak megépítette a Pratolino nyári palotát, és kinevezték a hercegség épületeinek felügyelőjévé. Segített befejezni az Uffizi Képtárat, és felépítette a Palazzo Riccardit (1565), később az ún. Palazzo Nonfinitót (1592), a Casino di Liviát, a Santa Maria Kórház előcsarnokát, a firenzei Santa Trinita előterét és a pisai nagyhercegi palotát, a sienai Palazzo Realét és más olyan alkotásokat, amelyek olykor józan szemléletet mutatnak, de amelyekben a késő reneszánsz és a barokk stílussal helyes mértékkel bánik. Bountalenti mérnökként is dolgozott, és Belvedere erődítményeit építette fel Firenzében, Portoferraióban, Livornóban, Grossetóban, Pistoiában, Pratóban és Nápolyban. Leleményességét kamatoztatták az ünnepségek szervezésében, elsősorban a színházi előadásokat, a pompás udvari felvonulásokat tervezte. Körülötte kezdő építészek, mérnökök és festők melegágya alakult ki.

## Fordítás
Ez a szócikk részben vagy egészben  a   Bernardo Buontalenti című német Wikipédia-szócikk ezen változatának fordításán alapul.  Az eredeti cikk szerkesztőit annak laptörténete sorolja fel. Ez a jelzés csupán a megfogalmazás eredetét és a szerzői jogokat jelzi, nem szolgál a cikkben szereplő információk forrásmegjelöléseként.